# Jean-Antoine Elet
Compléments
Elet est le fondateur de plusieurs institutions d'enseignement supérieur dans le Midwest américain
 
Jean-Antoine Elet (ou John-Anthony Elet), né le 19 février 1802 à Saint-Amand, et décédé le 2 octobre 1851 à Florissant (États-Unis), était un prêtre jésuite belge, missionnaire auprès des Amérindiens du Midwest américain. Comme éducateur et supérieur religieux il contribua particulièrement au développement de l’enseignement dans la région.

## Biographie
Elet fait des humanités classiques avant d’entrer au séminaire diocésain de Malines, en Belgique. Une rencontre avec Charles Nerinckx, un missionnaire belge du Kentucky alors en visite dans son pays natal, le décide à se porter volontaire pour les missions d’Amérique du Nord. En 1821 Elet accompagne tout un groupe de volontaires recrutés par Nerinckx, lors de son voyage de retour aux États-Unis. À peine arrivés en Amérique, beaucoup de ces jeunes séminaristes, dont Jean-Antoine Elet, entrent au noviciat des jésuites de White Marsh au Maryland (6 octobre 1821). 
Lorsque, sollicitée par Mgr Louis Dubourg, la Compagnie de Jésus accepte (en 1823) d’ouvrir une mission à l’ouest du fleuve Mississippi, Elet sera parmi les premiers à s’installer à Florissant, un poste missionnaire juste à l’extérieur de la ville de Saint-Louis, qui deviendra la base de départ de beaucoup d’initiatives vers les populations amérindiennes du Midwest. Il y termine sa formation théologique et est ordonné prêtre le 23 septembre 1827.
Elet est d’abord économe puis vice-président du collège Saint-Louis. Bientôt, en 1837, il est le deuxième président de l’institution qui deviendra la florissante ‘université de Saint-Louis’. Comme président il mène les négociations avec l’évêque John Baptist Purcell de Cincinnati qui souhaite remettre entre les mains des jésuites une école locale pour en faire un collège de bon niveau. En 1840, lorsque les jésuites reprennent l’institution, Elet est le premier directeur jésuite de ce qui devient l'Université Xavier de Cincinnati. 
Elet est le délégué du Missouri à la Congrégation des Procureurs qui se tient à Rome en 1847. À son retour (3 juin 1848) il est le supérieur provincial de Jésuites de la région. Il le restera jusqu'à quelques semaines avant sa mort, survenue le 2 octobre 1851, à Florissant. 
Malgré un grand désir personnel d’œuvrer directement parmi les indigènes, fréquemment exprimé dans des demandes faites à ses supérieurs, Elet servira la mission du Midwest dans le domaine de l’éducation. Comme président – successivement - de deux centres universitaires, il les dirigea durant les temps incertains de leurs difficiles débuts. Comme Supérieur provincial des Jésuites il accepte la responsabilité du collège Saint-Joseph de Bardstown (Kentucky) et ouvre le collège Saint-Louis de Louisville (Kentucky). Durant son mandat le poste missionnaire auprès des Potawatomis est déplacé en un lieu proche de la rivière Kansas, qui deviendra plus tard le site du collège Sainte-Marie.